# Primel
Saint Primel ou Primaël était originaire du pays de Galles. Il devint ermite en Cornouaille à l'époque de saint Corentin au Ve siècle. Les deux saints se fréquentaient, ainsi que le rapportait dans une "Vie des saints de la Bretagne Armorique" le Frère Albert Le Grand, religieux, prêtre de l'Ordre des Frères Prêcheurs de Morlaix, en 1636 :
"En mesme temps, vivoit un saint Prestre solitaire, nommé Primael, ou Primel, lequel menoit une vie fort sainte dans une forest en Cornoüaille (1). S. Corentin l'alla visiter, pour recevoir de luy quelques salutaires instructions; S. Primel le recueillit gracieusement, & passerent les deux Saints le reste de la journée en saints propos & colloques spirituels, & la nuit suivante en prieres et Oraisons. Le matin, saint Corentin desira dire la Messe en l'Oratoire de saint Primael, qui, luy ayant disposé tout ce qui estoit requis & nécessaire, s'en alla querir de l'eau à une fontaine assez éloignée de son Hermitage; Saint Corentin l'ayant longtemps attendu, sortit de la Chapelle & vid venir le Saint vieillard tout doucement & à petits pas tant pour sa lassitude & que la fontaine estoit loin de là, que parce qu'il estoit boiteux. Saint Corentin, le voyant tout hors d'haleine, en prit pitié & supplia Nostre Seigneur de luy octroyer de l'eau plus près de son Hermitage; puis, dit la Messe, pendant laquelle il reïtera son Oraison; Dieu exauça sa priere, car au lieu mesme où il mit son baston en terre, après la Messe, il rejaillit une source d'eau, dont les deux Saints rendirent grâces à Dieu; &, ayant séjourné quelques jours avec S. Primael, il s'en retourna en son Hermitage à Plovodiern."
Au calendrier des saints bretons, sa fête est célébrée le 15 mai.
- Dans la commune de Saint-Thois (Canton de Châteauneuf-du-Faou, Finistère), existait une chapelle Saint-Primel, édifiée jadis sur l'emplacement d'un oratoire primitif. Elle est aujourd'hui détruite. Une fontaine se trouvait sous la sacristie.

- L'église paroissiale de Primelin lui est dédiée et il est l'éponyme de la commune. Son pardon est célébré le premier dimanche du mois d'août. Une statue dans le chœur le représente avec une canne, car il était boiteux.

- L'église paroissiale de Saint-Évarzec lui est également dédiée.

- La tradition rapporte que la commune de Plougasnou aurait été fondée par saint Primel et saint Mériadec. Un village de cette commune au bord de la mer porte le nom de Primel.

- Une impasse à Quimper porte son nom, l'impasse Saint-Primel, adjacente à la rue des Réguaires. Une des sept chapellenies de Quimper lui était dédiée[2].